# Limonádé (televíziós sorozat)
A Limonádé egy magyar szituációs komédia, az RTL Klub kereskedelmi csatorna saját gyártású sorozata. 2002. november 8-án mutatták be a sorozat első két részét. Érdekesség, hogy nem sokkal azután indult, hogy a konkurens TV2 elkezdte adni az azonos műfajú, szintén egy italról elnevezett sorozatát (Tea).
A cím szimbolikus értelmű, egyrészt utalhat a sorozatbeli ruhabolt nevére, illetőleg a sorozat stílusára (limonádé: könnyed, szórakoztató filmalkotás).
A sorozatot Kapitány Iván neve fémjelzi, az ő nevéhez fűződik többek között az Üvegtigris c. magyar játékfilm is.
A vígjátéksorozatnak hat főszereplője van, akárcsak az amerikai sitcomokban, és itt is alákevert nevetést hallhatunk a poénosabb részeknél. Szintén jellemző, hogy a cselekmény többnyire egy, maximum 2-3 helyszínen játszódik, beépített műteremben, díszletek között. Külső helyszíni jelenetek csak elvétve fordulnak elő. Általában jelenetváltásoknál mindig mutatják azt a társasági helyet, vagy házat, ahol a szereplők a történet során megfordulnak, ezzel is azt jelezve, hogy a történet a valóságban játszódik.
A készítők hosszú távra tervezték a sorozatot. Eredetileg csütörtökönként adták, ám mivel nem hozta el a várt sikert, áttették szombatra, és a kora délutáni órákban vetítették, míg végül 2003. május 10-én véget ért. A Poén! csatorna is ismételte a sorozatot.

## Sztori
A történet egy fiktív ruhaüzletben, a Limóban játszódik, ami a filmben az Euro Centerben található. A sorozat a ruhaboltban dolgozók mindennapi csetléseit-botlásait, valamint az érdekes összetételű és személyiségű vevőkörét mutatja be.

## Főszereplők
- Darvas Tamás – Puskás Tamás
- Pignitzky Alíz (Tamás felesége) – Kökényessy Ági
- Doki (Alíz öccse) – Horkay Péter
- Réka – Ellinger Edina
- Szonja – Tisza Anita
- BB – Szvath Tamás
- Pogonyi "Pogi" Zoltán - Hujber Ferenc[3]

## Vendégszereplők
- Besenczi Árpád
- Forgách Péter
- Kárász Zénó
- Koltai Róbert
- Kovács "Kokó" István
- Rubold Ödön
- Stohl András
- Trokán Péter
- Marsi Anikó[4]
- Mazányi Eszter[5]